# 艾德·里德
爱德华·霍斯特·里德（英語：Edward Horst Leede，1927年7月17日—），美国NBA联盟前职业篮球运动员。